# Майорщина (Козельщинский район)
Майорщина (укр. Майорщина) — село,
Лутовиновский сельский совет,
Козельщинский район,
Полтавская область,
Украина.
Код КОАТУУ — 5322082505. Население по переписи 2001 года составляло 40 человек.

## Географическое положение
Село Майорщина находится в 2-х км от правого берега пересыхающей реки Волчья,
на расстоянии в 1 км от села Миргородщина.
Рядом проходит автомобильная дорога М-22 (E 577).